# Coscinaraea columna
Espèce
Statut CITES
Coscinaraea columna est une espèce de coraux appartenant à la famille des Coscinaraeidae.